# Élections fédérales suisses de 2011
 (août 2021).
Si vous disposez d'ouvrages ou d'articles de référence ou si vous connaissez des sites web de qualité traitant du thème abordé ici, merci de compléter l'article en donnant les références utiles à sa vérifiabilité et en les liant à la section « Notes et références ».
Les élections fédérales suisses de 2011 pour la 49e législature de l'Assemblée fédérale suisse ont lieu le 23 octobre 2011 pour le Conseil national et pour le premier tour des élections au Conseil des États. Les élections au Conseil des États dépendant des cantons, des seconds tours ont lieu à diverses dates entre le 9 novembre et le 4 décembre 2011 à savoir le 9 novembre 2011 pour le Valais, le 13 novembre 2011 pour Schaffhouse, la Thurgovie et Vaud, le 20 novembre 2011 pour Berne et le Tessin, le 30 novembre 2011 pour l'Argovie, Saint-Gall, Uri, Zurich, Lucerne et Schwyz et finalement le 4 décembre 2011 pour Soleure.
Elles ont pour but de renouveler les 200 membres qui composent le Conseil national (CN) et de 44 des 46 membres du Conseil des États (CE), le Conseiller aux États du canton de Nidwald ayant été élu tacitement puisque étant seul candidat à sa propre succession et celui et d'Appenzell Rhodes-Intérieures ayant été élu antérieurement le dernier dimanche d'avril par vote à main levée de la Landsgemeinde d'Appenzelle Rhodes-Intérieures, pour la 49e législature qui durera jusqu'en 2015.
Le renouvellement du Conseil fédéral a suivi les élections fédérales suisses de 2011 et eut lieu le 14 décembre 2011, ce dernier a vu sa composition être modifiée puisque Micheline Calmy-Rey, (PSS) ne se représente pas. C'est le conseiller aux États Alain Berset qui lui succède.
Ces élections furent, cette année, observées par l'OSCE en raison notamment de l'introduction du vote électronique dans plusieurs cantons.

## Mode d'élection

### Conseil national
Les conseillers nationaux sont élus depuis 1919 au scrutin proportionnel plurinominal de listes ouvertes et avec panachage, ce qui signifie que les sièges sont attribués en fonction du pourcentage d'une liste reçue dans chaque canton. Ce pourcentage définit le nombre de sièges obtenus et ces sièges sont répartis en fonction de la candidature personnelle ayant reçu le plus de voix. En Suisse, le citoyen peut doubler le nom d'un candidat de la liste A, et même l'ajouter sur une autre liste en ayant biffé le nom d'un candidat de la liste B (panachage). Chaque canton (26 au total) représente une circonscription électorale propre. Les cantons les plus peuplés (Canton de Zurich (34 sièges), Canton de Berne (26 sièges) et le Canton de Vaud (18 sièges) ont un nombre plus élevé de sièges leur étant réservés et les cantons les moins peuplés ont au minimum un siège qui leur est réservé.

### Conseil des États
Chaque canton élit, depuis 1848, deux représentants pour le Conseil des États, appelés « conseiller aux États » ou dans de rares cas, « sénateurs ». Ce qu'on appelait les demi-cantons (au nombre de 6) continuent de n'élire qu'un seul représentant. L'élection au Conseil des États suit le droit cantonal. À part les cantons du Jura et de Neuchâtel, tous les autres cantons élisent les sénateurs au scrutin uninominal majoritaire à deux tours. À l'exception du Canton d'Appenzell Rhodes-Intérieures, le premier tour de l'élection au Conseil des États se passe le même jour que celle au Conseil national.

### Vote par internet
Pour la première fois, 21500 Suisses de l'étranger inscrits sur les listes électorales des cantons d'Argovie, de Bâle-Ville, des Grisons et de Saint-Gall pourront voter électroniquement permettant d'éviter un problème récurrent d'arrivée tardive du matériel de vote par courrier postal à travers le monde.

## Partis enregistrés
Contrairement aux élections fédérales suisses de 2007, il n'y a pas 12 mais 14 partis enregistrés. Les Démocrates suisses ainsi qu'Écologie Libérale ne sont plus inscrits, de même que le Parti libéral suisse et le Parti radical-démocratique qui se présentent cette fois sous l'étiquette unique du Parti libéral-radical à la suite de la fusion officielle du 1er janvier 2009. En outre, les Vert'libéraux, le Parti bourgeois démocratique ainsi que la Ligue des Tessinois ont déposé une demande d'enregistrement auprès de la Chancellerie fédérale :
- Parti évangélique suisse (Evangelische Volkspartei der Schweiz - 	Partito evangelico svizzero - Partida Evangelica Svizra)
- PLR.Les Libéraux-Radicaux (FDP.Die Liberalen - PLR.I Liberali - PLD.Ils Liberals)
- Union démocratique fédérale (Eidgenössisch-Demokratische Union - 	Unione Democratica Federale - Uniun democrata federala)
- Parti suisse du Travail (Partei der Arbeit der Schweiz - 	Partito svizzero del Lavoro - Partida svizra da la lavur)
- Parti démocrate-chrétien (Christlichdemokratische Volkspartei der Schweiz - Partito Popolare Democratico - Partida Cristian-democratica)
- Parti socialiste suisse (Sozialdemokratische Partei der Schweiz - Partito socialista svizzero - Partida Socialdemocratica de la Svizra)
- Les Verts - Parti écologiste suisse (Grüne - Grüne Partei der Schweiz - I Verdi - Partito ecologista svizzero - La Verda - Partida Ecologica Svizra)
- Union démocratique du centre (Schweizerische Volkspartei - Unione democratica di centro - Partida Populara Svizra)
- Parti chrétien-social (Christlich-Soziale Partei der Schweiz - Partito cristiano sociale - Partida cristiansociala de la Svizra)
- Parti vert-libéral (Grünliberale Partei Schweiz - Partito verde liberale - Partida Verda-Liberala)
- Parti bourgeois-démocratique (Bürgerlich-Demokratische Partei Schweiz - Partito borghese-democratico Svizzero - Partida burgais democratica Svizra)
- Ligue des Tessinois (Lega dei Ticinesi)

## Statistiques[8]
- Pour le Conseil national, 3472 candidats se sont disputé les 200 sièges, ce qui représente 12,4 % de candidats en plus qu'en 2007.
- Pour le Conseil des États, ce sont 149 candidats qui disputèrent les 44 sièges.
- 1133 candidats sont des femmes. Cela représente 32,6 % des candidatures, contre 35,1 % en 2007.
- La moyenne de l'âge des candidats est située entre 41 et 42 ans pour le Conseil national et à 52 ans pour le Conseil des États.
- 139 sortants se représentèrent, soit 69,5 % de la Chambre du peuple, contre 177 en 2007 (88,5 %).
- À la Chambre des États, ils furent 31 à se représenter contre 32 en 2007.

## Composition juste avant les élections
| Partis | Partis                             | Sigles | Groupe | Tendances politiques               | Sièges CN | Sièges CE |
| ------ | ---------------------------------- | ------ | ------ | ---------------------------------- | --------- | --------- |
|        | Union démocratique du centre       | UDC    | V      | conservateur/libéral/souverainiste | 58        | 7         |
|        | Parti socialiste                   | PSS    | S      | social-démocrate                   | 41        | 8         |
|        | Parti libéral-radical              | PLR    | RL     | libéral/radical                    | 35        | 12        |
|        | Parti démocrate-chrétien           | PDC    | CEg    | démocrate chrétien/centre droit    | 31        | 14        |
|        | Parti écologiste                   | PES    | G      | écologiste                         | 17        | 2         |
|        | Parti bourgeois démocratique       | PBD    | BD     | libéral/conservateur               | 5         | 1         |
|        | Parti Vert'libéral                 | PVL    | CEg    | écologiste/social-libéral          | 3         | 2         |
|        | Parti évangélique                  | PEV    | CEg    | chrétien/centre gauche             | 2         | -         |
|        | Alliance verte et sociale bernoise | AVeS   | G      | écologiste                         | 2         | -         |
|        | La Gauche - (Parti du Travail)     | LG     | G      | extrême gauche                     | 1         | -         |
|        | Union démocratique fédérale        | UDF    | V      | chrétien/conservateur              | 1         | -         |
|        | Ligue des Tessinois                | Lega   | V      | régionaliste/populiste             | 1         | -         |
|        | Parti chrétien-social              | PCS    | G      | christianisme social/centre gauche | 1         | -         |
|        | Alternative verte zougoise         | AVZ    | G      | écologiste                         | 1         | -         |
|        | Mouvement Socio-libéral            | MSL    | -      | social-libéral                     | 1         | -         |

- BD = Bourgeois démocratique
- CEg = Christlich, Evangelisch und grün (Chrétien, Evangélique et vert (-libéral))
- G = Grün (Verts)
- RL = Radical libéral
- S = Socialiste
- V = Volkspartei (nom de l'UDC en allemand ; littéralement : Parti du peuple)

## Ambitions électorales
Le PLR a annoncé avoir pour ambitions électorales de gagner 3 sièges au Conseil national et désire dépasser 20 % des voix. L'UDC espère atteindre 30 % de l'électorat et augmenter sa représentation au Conseil des États. Le PCS désire défendre son unique siège du Conseil national. L'UDF espère tripler le nombre de ses sièges au CN en passant de 1 à 3. Le PBD désire doubler sa représentation en passant de 5 à 10 élus et assurer la réélection de sa Conseillère fédérale et le PVL veut passer de 3 à 8 élus; ces deux derniers partis désirent conserver leurs deux élus au Conseil des États. Le Parti pirate suisse (PPS), n'ayant aucun représentant, espère obtenir deux élus. Le PES quant à lui désire dépasser les 10 % et obtenir un 3e siège au Conseil des États. Le PDC désire dépasser les 17 % au Conseil national et gagner 3 sièges, ainsi que garder tous ses élus au Conseil des États.

## Slogans électoraux
Pour 2011, certains partis ont décidé de faire campagne sur un slogan.
- PBD : « La nouvelle force »[19].
- PDC : « Les Suisses qui sont heureux votent démocrate-chrétien »[20].
- PES : « Les Verts, une longueur d'avance »[21].
- PEV : « Pour une Suisse où il fait bon vivre »[22]
- PLR : « Par amour de la Suisse - avec courage et conviction »[23].
- PPS : « Société 2.0 »[24]
- PSS : « Pour tous, sans privilèges ! »[25].
- PVL : « Naturellement ! Vert'libéraux »[26]
- UDC : « Les Suisses votent UDC »[27].

## Candidats ne renouvelant pas leur candidature

### Conseillers nationaux démissionnaires
D'après le site du parlement, il y eut (état au 22.10.2011) trente-neuf députés qui ne renouvelèrent pas leur candidature au Conseil national:
- 10 pour les Libéraux-radicaux: Fabio Abate (TI), Martine Brunschwig Graf (GE), Edi Engelberger (NW), Charles Favre (VD), Hans Rudolf Geysin (BL), Marianne Kleiner (AR), Werner Messmer (TG), Claude Ruey (VD), Georges Theiler (LU), Pierre Triponez (BE).
- 9 pour le Parti socialiste suisse: André Daguet (BE), Mario Fehr (ZH) Christine Goll (ZH), Andrea Hämmerle (GR), Fabio Pedrina (TI), Jean-Claude Rennwald (JU), Jean-Charles Rielle (GE), Doris Stump (AG), Anita Thanei (ZH).
- 8 pour le Parti démocrate-chrétien: Elvira Bader (SO), Sep Cathomas (GR), Arthur Loepfe (AI), Thérèse Meyer-Kaehlin (FR), Meinrado Robbiani (TI), Chiara Simoneschi-Cortesi (TI), Reto Wehrli (SZ), Markus Zemp (AG).
- 8 pour l'Union démocratique du centre: J. Alexander Baumann (TG), Peter Föhn (SZ), Lieni Füglistaller (AG), Walter Glur (AG), Josef Kunz (LU), Theophil Pfister (SG), Hans Rutschmann (ZH), Simon Schenk (BE).
- 1 pour le Parti écologiste suisse: Daniel Brélaz (VD).
- 1 pour l'Alliance verte et sociale bernoise: Therese Frösch (BE).
- 1 pour le Parti bourgeois démocratique: Brigitta Gadient (GR).
- 1 pour La Gauche/Parti suisse du Travail: Josef Zisyadis (VD).

### Conseiller aux États démissionnaires
D'après le site du parlement, il y eut (état au 27.08.2011) douze sénateurs qui ne renouvelèrent pas leur candidature au Conseil des États:
- 6 pour les Libéraux-radicaux: Peter Briner (SH), Rolf Büttiker (SO), Erika Forster (SG), Helen Leumann (LU), Dick Marty (TI), Rolf Schweiger (ZG).
- 3 pour le Parti démocrate-chrétien: Hansheiri Inderkum (UR), Theo Maissen (GR), Philipp Stähelin (TG).
- 3 pour l'Union démocratique du centre: Christoffel Brändli (GR), Hermann Bürgi (TG), Maximilian Reimann (AG).

## Sondages d'opinion
| Sondage                                           | Date              | UDC  | PSS  | PLR  | PDC  | PES  | PBD | PVL | PEV | LG  | UDF | Lega | PCS | PA  | DS  | DIV |
| ------------------------------------------------- | ----------------- | ---- | ---- | ---- | ---- | ---- | --- | --- | --- | --- | --- | ---- | --- | --- | --- | --- |
| SRG SSR par gfs.bern                              | 12 octobre 2011   | 29.3 | 19.9 | 15.2 | 14.2 | 9.3  | 3.6 | 4.9 | 1.5 | n.c | 1.0 | n.c  | n.c | n.c | n.c | 1.1 |
| SonntagsZeitung par Isopublic                     | 25 septembre 2011 | 28.2 | 20.3 | 15.7 | 14.2 | 9.8  | 3.2 | 5.2 | n.c | n.c | n.c | n.c  | n.c | n.c | n.c | 3.4 |
| SRG SSR par gfs.bern                              | 9 septembre 2011  | 28.0 | 20.5 | 15.6 | 14.5 | 9.5  | 3.1 | 4.5 | 1.6 | n.c | 1.0 | n.c  | n.c | n.c | n.c | 1.7 |
| Blick par DemoSCOPE                               | 22 août 2011      | 24.8 | 19.5 | 17.8 | 12.4 | 9.9  | 3.0 | 7.2 | n.c | n.c | n.c | n.c  | n.c | n.c | n.c | 5.4 |
| SRG SSR par gfs.bern                              | 12 août 2011      | 27.4 | 18.5 | 16.1 | 15.0 | 10.1 | 2.9 | 4.6 | 1.7 | n.c | 1.7 | n.c  | n.c | n.c | n.c | 2.0 |
| SRG SSR par gfs.bern                              | 1er juillet 2011  | 27.5 | 18.9 | 15.0 | 13.4 | 10.0 | 3.0 | 5.2 | 2.4 | n.c | 1.3 | n.c  | n.c | n.c | n.c | 3.3 |
| Le Matin dimanche & SonntagsZeitung par Isopublic | 19 juin 2011      | 28.7 | 18.6 | 13.9 | 13.2 | 9.9  | 3.7 | 8.0 | 1.0 | 0.1 | 1.0 | n.c  | 0.2 | 0.3 | 0.2 | 1.3 |
| SRG SSR par gfs.bern                              | 27 avril 2011     | 29.9 | 17.7 | 15.2 | 12.7 | 10.9 | 3.5 | 5.7 | 1.5 | n.c | 1.1 | n.c  | n.c | n.c | n.c | 1.8 |
| Le Matin dimanche & SonntagsZeitung par Isopublic | 26 mars 2011      | 25.4 | 18.2 | 15.4 | 14.3 | 10.5 | 2.8 | 6.1 | n.c | n.c | n.c | n.c  | n.c | n.c | n.c | 7.3 |
| SRG SSR par gfs.bern                              | 28 janvier 2011   | 29.8 | 18.0 | 17.7 | 12.9 | 8.8  | 2.6 | 5.2 | 2.2 | n.c | 1.5 | n.c  | n.c | n.c | n.c | 1.4 |
| Le Matin dimanche & SonntagsZeitung par Isopublic | 1er janvier 2011  | 26.0 | 19.1 | 17.1 | 13.8 | 9.1  | 4.5 | 3.2 | 1.4 | 0.5 | 1.2 | n.c  | n.c | n.c | n.c | 4.1 |
| SRG SSR par gfs.bern                              | 14 octobre 2010   | 26.1 | 20.1 | 17.2 | 14.1 | 8.5  | 3.6 | 3.8 | 2.4 | 0.7 | 0.6 | 0.2  | 0.7 | n.c | n.c | 2.0 |
| Résultats                                         | Octobre 2007      | 28.9 | 19.5 | 17.7 | 14.5 | 9.8  | 0.0 | 1.4 | 2.4 | 0.7 | 1.3 | 0.6  | 0.4 | 0.1 | 0.5 | 1.8 |

## Résultats finaux

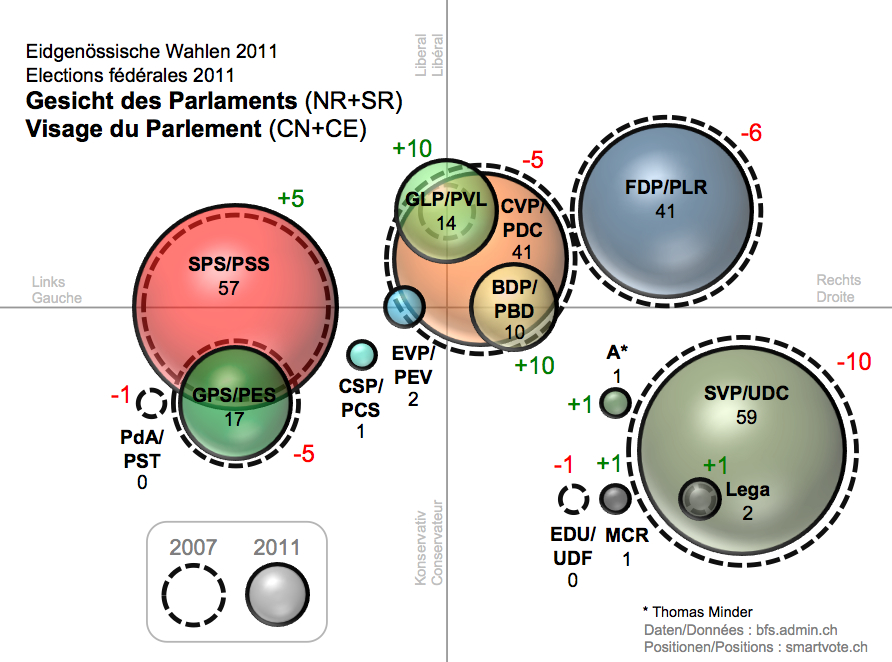
Résultats de élections fédérales 2011 (Conseil national et Conseil des États) et comparaison avec les forces politiques de 2007.

### Généralités

#### Conseil national
Par rapport aux résultats des dernières élections fédérales suisses de 2007, pour la première fois depuis 1987, l'Union démocratique du centre régresse et perd 2,3 % ainsi que 8 sièges. Grâce à un jeu des apparentements, le Parti socialiste gagne trois mandats, tout en perdant 0,8 % pour s'établir à 18,7 % du total des voix. Le Parti libéral-radical, malgré sa fusion avec le Parti libéral suisse, continue de perdre des mandats pour s'établir à 30 mandats (-5) et passer de 17,7 % à 15,1 %. Le Parti démocrate-chrétien perd lui aussi des sièges (-3) pour une députation à 28 avec 12,3 % des voix (-2,2 %). Les Verts en alliance avec l'Alliance verte et sociale bernoise perdent eux aussi 5 mandats (15) et passent de 9,6 % à 8,4 %.
Du côté des gagnants, le Parti bourgeois démocratique se présentant sous sa forme actuelle pour la première fois à une élection obtient 5,4 % et 9 mandats (+9), tout comme les Vert'libéraux qui passent de 3 sièges à 12 (+9) en voyant son électorat passer de 1,4 % à 5,4 %.
Les petits partis tels que le Parti évangélique (2 sièges) et le Parti chrétien-social (1 siège) gardent leurs sièges, la
Ligue des Tessinois en gagne 1 pour s'établir à 2 sièges, et La Gauche ainsi que l'Alternative verte zougoise et l'Union démocratique fédérale perdent chacun leur unique mandat.
Le Mouvement citoyens genevois qui se présentait à Genève sous le nom du Mouvement citoyens romand fait son entrée au Conseil national avec un mandat.

#### Conseil des États
Le parti sortant vainqueur des élections au Conseil des États est le Parti socialiste. Ce dernier obtient un nombre record de Sénateurs, onze en tout. Le grand perdant est l'UDC, qui n'arrive pas à placer ses candidats lors des seconds tours, et notamment son président actuel Toni Brunner et son ancien président Christoph Blocher, tous deux vaincus. La presse qualifie le résultat de l'UDC comme étant un «sérieux revers» ou encore de «recul».

### Composition des conseils après les élections

#### Conseil national

##### Au niveau fédéral
|                        |                                     |                        |           |       |               |        |               |  |  |  |  |  |  |  |
| Parti                  | Parti                               | Sigle                  | Voix      | %     | +/-           | Sièges | +/-           |  |  |  |  |  |  |  |
|                        | Union démocratique du centre        | UDC                    | 648 675   | 26,61 | 1,98          | 54     | 8             |  |  |  |  |  |  |  |
|                        | Parti socialiste                    | PS                     | 457 317   | 18,76 | 0,56          | 46     | 3             |  |  |  |  |  |  |  |
|                        | Parti libéral-radical               | PLR                    | 368 951   | 15,13 | 0,37          | 30     | 1             |  |  |  |  |  |  |  |
|                        | Parti démocrate-chrétien            | PDC                    | 300 544   | 12,33 | 1,96          | 28     | 3             |  |  |  |  |  |  |  |
|                        | Les Verts                           | PES                    | 205 984   | 8,45  | 1,02          | 15     | 5             |  |  |  |  |  |  |  |
|                        | Parti bourgeois-démocratique        | PBD                    | 132 279   | 5,43  | Nv.           | 9      | 9             |  |  |  |  |  |  |  |
|                        | Vert'libéraux                       | PVL                    | 131 436   | 5,39  | 3,27          | 12     | 9             |  |  |  |  |  |  |  |
|                        | Parti évangélique                   | PEV                    | 48 789    | 2,00  | 0,42          | 2      | en stagnation |  |  |  |  |  |  |  |
|                        | Ligue des Tessinois                 | Lega                   | 19 657    | 0,81  | 0,25          | 2      | 1             |  |  |  |  |  |  |  |
|                        | Mouvement citoyens genevois         | MCG                    | 10 714    | 0,44  | Nv.           | 1      | 1             |  |  |  |  |  |  |  |
|                        | Union démocratique fédérale         | UDF                    | 31 056    | 1,27  | en stagnation | 0      | 1             |  |  |  |  |  |  |  |
|                        | Parti suisse du travail-SolidaritéS | PST-S                  | 21 482    | 0,88  | 0,17          | 0      | 1             |  |  |  |  |  |  |  |
|                        | Parti chrétien-social d'Obwald      | CSPO                   | 8 896     | 0,37  | N/A           | 1      | 1             |  |  |  |  |  |  |  |
|                        | Parti chrétien-social               | PCS                    | 6 248     | 0,26  | 0,17          | 0      | 1             |  |  |  |  |  |  |  |
|                        | Autres partis                       | Autres partis          | 54 622    | 2,24  | –             | 0      | –             |  |  |  |  |  |  |  |
|                        |                                     |                        |           |       |               |        |               |  |  |  |  |  |  |  |
| Suffrages exprimés     | Suffrages exprimés                  | Suffrages exprimés     | 2 437 754 | 98,08 |               |        |               |  |  |  |  |  |  |  |
| Votes blancs et nuls   | Votes blancs et nuls                | Votes blancs et nuls   | 47 649    | 1,92  |               |        |               |  |  |  |  |  |  |  |
| Total                  | Total                               | Total                  | 2 485 403 | 100   | –             | 200    | en stagnation |  |  |  |  |  |  |  |
| Abstention             | Abstention                          | Abstention             | 2 686 280 | 51,50 |               |        |               |  |  |  |  |  |  |  |
| Inscrits/Participation | Inscrits/Participation              | Inscrits/Participation | 5 124 034 | 48,50 |               |        |               |  |  |  |  |  |  |  |

#### Conseil des États
|       |                              |              |        |               |  |  |  |  |  |  |  |  |  |  |
| Parti | Parti                        | Sigle        | Sièges | +/-           |  |  |  |  |  |  |  |  |  |  |
|       | Parti démocrate-chrétien     | PDC          | 13     | 2             |  |  |  |  |  |  |  |  |  |  |
|       | Parti libéral-radical        | PLR          | 11     | 1             |  |  |  |  |  |  |  |  |  |  |
|       | Parti socialiste             | PS           | 11     | 2             |  |  |  |  |  |  |  |  |  |  |
|       | Union démocratique du centre | UDC          | 5      | 2             |  |  |  |  |  |  |  |  |  |  |
|       | Les Verts                    | PES          | 2      | en stagnation |  |  |  |  |  |  |  |  |  |  |
|       | Vert'libéraux                | PVL          | 2      | 1             |  |  |  |  |  |  |  |  |  |  |
|       | Parti bourgeois-démocratique | PBD          | 1      | 1             |  |  |  |  |  |  |  |  |  |  |
|       | Indépendants                 | Indépendants | 1      | 1             |  |  |  |  |  |  |  |  |  |  |
|       |                              |              |        |               |  |  |  |  |  |  |  |  |  |  |
| Total | Total                        | Total        | 46     | en stagnation |  |  |  |  |  |  |  |  |  |  |

##### Sièges par canton
| Canton |  | Siège 1                  | Parti |                          | Siège 2                      | Parti                    |
| --- |  | ------------------------ | ----- | ------------------------ | ---------------------------- | ------------------------ |
| Zurich |  | Felix Gutzwiller *       | PLR   |                          | Verena Diener *              | PVL                      |
| Berne |  | Werner Luginbühl *       | PBD   |                          | Hans Stöckli                 | PSS                      |
| Lucerne |  | Konrad Graber *          | PDC   |                          | Georges Theiler              | PLR                      |
| Uri |  | Isidor Baumann           | PDC   |                          | Markus Stadler *             | PVL                      |
| Schwytz |  | Alex Kuprecht *          | UDC   |                          | Peter Föhn                   | UDC                      |
| Nidwald |  | Paul Niederberger *      | PDC   | un seul siège à pourvoir | un seul siège à pourvoir     | un seul siège à pourvoir |
| Obwald |  | Hans Hess *              | PLR   | un seul siège à pourvoir | un seul siège à pourvoir     | un seul siège à pourvoir |
| Glaris |  | This Jenny *             | UDC   |                          | Pankraz Freitag *            | PLR                      |
| Zoug |  | Joachim Eder             | PLR   |                          | Peter Bieri *                | PDC                      |
| Fribourg |  | Alain Berset *           | PSS   |                          | Urs Schwaller *              | PDC                      |
| Soleure |  | Roberto Zanetti *        | PSS   |                          | Pirmin Bischof               | PDC                      |
| Bâle-Campagne |  | Claude Janiak *          | PSS   | un seul siège à pourvoir | un seul siège à pourvoir     | un seul siège à pourvoir |
| Bâle-Ville |  | Anita Fetz *             | PSS   | un seul siège à pourvoir | un seul siège à pourvoir     | un seul siège à pourvoir |
| Schaffhouse |  | Hannes Germann *         | UDC   |                          | Thomas Minder                | DVD/SE                   |
| Appenzell Rhodes-Extérieures |  | Hans Altherr *           | PLR   | un seul siège à pourvoir | un seul siège à pourvoir     | un seul siège à pourvoir |
| Appenzell Rhodes-Intérieures |  | Ivo Bischofberger *      | PDC   | un seul siège à pourvoir | un seul siège à pourvoir     | un seul siège à pourvoir |
| Saint-Gall |  | Karin Keller-Sutter      | PLR   |                          | Paul Rechsteiner             | PSS                      |
| Grisons |  | Martin Schmid            | PLR   |                          | Stefan Engler                | PDC                      |
| Argovie |  | Pascale Bruderer         | PSS   |                          | Christine Egerszegi-Obrist * | PLR                      |
| Thurgovie |  | Roland Eberle            | UDC   |                          | Brigitte Häberli-Koller      | PDC                      |
| Tessin |  | Filippo Lombardi *       | PDC   |                          | Fabio Abate                  | PLR                      |
| Vaud |  | Géraldine Savary *       | PSS   |                          | Luc Recordon *               | PES                      |
| Valais |  | Jean-René Fournier *     | PDC   |                          | René Imoberdorf *            | PDC                      |
| Neuchâtel |  | Didier Berberat *        | PSS   |                          | Raphaël Comte *              | PLR                      |
| Genève |  | Liliane Maury Pasquier * | PSS   |                          | Robert Cramer *              | PES                      |
| Jura |  | Claude Hêche *           | PSS   |                          | Anne Seydoux-Christe *       | PDC                      |
| * signifie que le candidat sortant est réélu. Source: « Parlement suisse »(Archive.org • Wikiwix • Archive.is • Google • Que faire ?) (consulté le 14 avril 2013) |  |                          |       |                          |                              |                          |

### Statistiques[77]
- Un tiers (34 %) des élus sont des nouveaux au Conseil national. En 2007, ils n'étaient que 26,7 %.
- Il y a au moins 58 élues, soit 29,2 % de la députation totale (57 élues et 28,5 % en 2007). Elles pourraient être 59 après le tirage au sort qui doit départager deux candidats PDC - un homme et une femme - au Tessin alors que le nombre de candidatures féminines (32,7 %) était en recul par rapport à 2007 (35,2 %).
- En 2007, les conseillers nationaux avaient en moyenne 51,17 ans, contre 50,28 ans après le renouvellement de 2011.
- Le plus jeune est âgé de 24 ans: il s'agit du socialiste valaisan Mathias Reynard.
- Le plus âgé a 80 ans: il s'agit du sortant vaudois démocrate-chrétien Jacques Neirynck.

## Dans les cantons
- En Argovie
  - Conseil national : l'UDC obtient 6 sièges, le PSS en obtient 3, le PLR en obtient 2, les Verts, le PDC, le PBD] et les Vert'libéraux chacun 1, ces deux derniers partis reprenant chacun un siège perdu par le PDC.
  - Au Conseil des États, seule la socialiste Pascale Bruderer obtient son ticket d'entrée un second tour étant organisé le 27 novembre. Le PLR avec la sortante Christine Egerszegi remporte le siège face à l'UDC[78].
- En Appenzell Rhodes-Intérieures, le PLR obtient l'unique siège au Conseil national ainsi que l'unique siège au Conseil des États.
- En Appenzell Rhodes-Extérieures, le PDC obtient l'unique siège au Conseil national.
- À Bâle-Campagne
  - Conseil national : la situation reste inchangée: 2 UDC, 2 PSS, 1 Vert, 1 PLR et 1 PDC.
  - Conseil des États : le sortant PSS est reconduit.
- À Bâle-Ville
  - Conseil national : le PSS (2), le PLR (1) et l'UDC (1) gardent chacun leurs mandats respectifs. Les Verts perdent leur unique mandat que le PDC gagne.
  - Conseil des États : la sortante PSS est reconduite.
- À Berne
  - Conseil national : l'UDC perd 2 mandats (8), le PSS (6), les Verts (3), et le PEV (1) restent stables. Les Vert'libéraux en gagnent 2 (+2) et le PBD en gagne 4 (+4).
  - Conseil des États : Aucun candidat n'est élu au premier tour. Le PBD, l'UDC et le PS s'affrontent au second tour le 20 novembre et le PS reprend son siège à l'UDC en envoyant aux États l'ancien maire de la Ville de Bienne, Hans Stöckli. Le PBD conserve son siège.
- À Fribourg
  - Conseil national : le PS devient historiquement la première force du canton et gagne 1 mandat (3), le PDC reste stable avec 2 sièges, l'UDC et le PLR gardent leur unique mandat et le PCS perd son mandat au profit du PS.
  - Conseil des États : les deux sortants PSS et PDC sont réélus dès le premier tour.
- À Genève
  - Conseil national : à la suite de multiples rebondissements, le PSS garde ses trois mandats alors que les médias lui prédisaient la perte d'un siège et c'est finalement le PLR qui perd un de ses mandats (2), l'UDC (2), les Verts (2) et le PDC (1) restent stables. Le Mouvement Citoyens Genevois (MCG) se présentant sous le nom de Mouvement Citoyens Romand (MCR) fait son entrée au Parlement.
  - Conseil des États : les deux sortants PSS et Verts sont réélus dès le premier tour.
- À Glaris
  - Conseil national : le sortant PBD conserve son siège.
  - Conseil des États : les sortants PLR et UDC conservent eux aussi chacun leur siège.
- Aux Grisons
  - Conseil national : le PSS et le PDC gardent chacun leur siège. L'UDC en perd 1 (1). Les Vert'libéraux et le PBD font leur entrée au Parlement et gagnent chacun un siège. Le PLR perd son unique représentant et ne sera plus représenté pour la première fois de son histoire à Berne.
  - Conseil des États : deux nouveaux élus font leur entrée, mais l'UDC perd son siège, et le PDC conserve le sien et le PLR gagne un siège.
- Au Jura
  - Conseil national : le PLR n'ayant pas renouvelé son apparentement avec l'UDC, cette dernière perd son siège au profit du PDC. Le PSS garde son mandat.
  - Conseil des États : les deux sortants PDC et PSS conservent leur siège.
- À Lucerne
  - Conseil national : PDC (3), PLR (2), PSS (1) et Verts (1) gardent leur siège. L'UDC perd un siège (2) au profit des Vert'libéraux (+1).
  - Conseil des États : Personne n'a obtenu la majorité absolue. Un second tour est annoncé pour le 27 novembre 2011 mais en date du 27 octobre 2011, la Chancellerie cantonale annonce l'élection tacite des deux candidats arrivés en premier[79].
- À Neuchâtel
  - Conseil national : les forces restent inchangées, PLR (2), PSS, UDC et Verts (chacun 1) conservent leur mandat. La sortante Sylvie Perrinjaquet se fait éjecter par son colistier et n'est pas réélue.
- À Nidwald
  - Conseil national : l'UDC éjecte le PLR et reprend l'unique mandat.
  - Conseil des États : le candidat PDC est élu tacitement avec 0 voix puisqu'il est seul dans la course.
- À Obwald
  - Conseil national : le PLR, le PSS et le PDC font front commun derrière le candidat du Parti chrétien-social. Ce dernier ravit le siège à l'UDC et poursuit la présence du PCS avec son unique représentant fédéral à Berne.
  - Conseil des États : le PLR conserve son siège.
- À Schaffhouse
  - Conseil national : UDC et PSS gardent chacun leur unique siège.
  - Conseil des États : Seul le candidat UDC conserve son siège et est élu au premier tour. Le premier des viennent-ensuite est un candidat sans parti, Thomas Minder, proche de l'UDC, qui est élu au second tour le 13 novembre 2011[80].
- À Schwyz
  - Conseil national : UDC et PSS conservent chacun leur unique mandat. Le PDC perd un de ses deux sièges qui est repris par le PLR.
  - Conseil des États : Le sortant UDC est réélu dès le premier tour. Le second sortant PDC ne dépasse pas la majorité absolue et un second tour est organisé le 27 novembre 2011. Sans être candidat, Roger Federer a reçu 132 voix[81]. Le 27 novembre 2011, les électeurs élisent un deuxième UDC[82].
- À Saint-Gall
  - Conseil national : l'UDC perd un mandat (4), le PDC (3), le PSS (2) et le PLR (1) et les Verts (1) conservent leurs sièges. Le siège perdu par l'UDC est remporté par les Vert'libéraux.
  - Conseil des États : Karin Keller-Sutter, candidate malheureuse au Conseil fédéral en 2010 est élue au premier tour. Le président de l'UDC, Toni Brunner doit faire face à un second tour. Le sortant PDC n'arrive que troisième. Le 27 novembre, le second tour est organisé et le candidat PSS bat Toni Brunner, ce qui est qualifié de «victoire exceptionnelle» par le Président du PSS, Christian Levrat[82].
- À Soleure
  - Conseil national : UDC (2), PDC (2) et PLR (1) conservent leurs sièges. Les Verts perdent leur unique mandat au profit du PSS qui passe à 2 représentants.
  - Conseil des États : le sortant socialiste est réélu dès le premier tour. Un second tour est organisé le 4 décembre 2011, remporté par le PDC Pirmin Bischof.
- Au Tessin
  - Conseil national : le PDC garde ses 2 mandats. Le PLR (2) et le PSS (1) en perdent chacun un. L'UDC gagne son premier élu et la Ligue des Tessinois gagne un second mandat. Il est à noter que deux élus PDC (Marco Romano et Monica Duca Widmer) ont chacun obtenu 23979 voix. Dans ce cas, et c'est la première fois de l'histoire, l'élu est tiré au sort. Marco Romano a demandé un recomptage des voix[83].
  - Conseil des États : personne n'ayant obtenu la majorité absolue, un second tour est organisé le 20 novembre 2011. Le sortant Filippo Lombardi arrive premier au 1er tour et est réélu le 20 novembre. Fabio Abate gagne le siège pour le PLR.
- En Thurgovie
  - Conseil national : UDC (3), PDC (1) et PSS (1) conservent leurs mandats. Le PLR subit une lourde perte de son unique siège qui est repris par les Vert'libéraux.
  - Conseil des États: seul le sortant UDC Roland Eberle est réélu dès le premier tour. Un second tour est organisé le 13 novembre et voit l'élection pour la première fois d'une femme, c'est la PDC Brigitte Häberli-Koller[84].
- À Uri
  - Conseil national : la sortante PLR Gabi Huber est réélue.
  - Conseil des États : le sortant Vert'libéral n'obtient pas la majorité absolue. Le remplaçant du sortant-démissionnaire Hansheiri Inderkum, Isidor Baumann est élu et conserve le siège PDC. Au second tour le 27 novembre, le sortant Vert'libéral est réélu[78].
- Dans le canton de Vaud
  - Conseil national : le PSS gagne 2 mandats pour s'établir à 6 sièges et devient la première force du canton. L'UDC (-1) et le PLR (+/-) obtiennent 4 sièges chacun. Les Verts perdent un siège (2) et les Vert'libéraux font leur entrée à Berne avec un siège de gagné. Le POP/La Gauche perd son unique siège et par conséquent, l'extrême-gauche perd son unique représentant au Parlement fédéral.
  - Conseil des États : Aucun candidats n'est élu dès le premier tour et un second tour sera organisé le 13 novembre 2011.

Il est à noter que la Chancellerie du Canton de Vaud a subi une panne de son système informatique, puis un bug du logiciel de décomptage des voix. Par conséquent, les résultats cantonaux ne furent proclamés que le lundi 24 octobre 2011 en fin de journée. Lors du second tour le 13 novembre 2011, Géraldine Savary (PS) et Luc Recordon (Verts) sont reconduits.
- En Valais
  - Conseil national : le PDC perd un mandat (3), le PLR et l'UDC conservent leur unique mandat et le PSS gagne un siège (2). Le second candidat socialiste, Mathias Reynard est le candidat élu le plus jeune (24 ans) de la 48e législature[87].
  - Conseil des États : les deux sortants PDC arrivent en ballotage favorable. Un second devait être organisé le 6 novembre 2011, mais finalement les sortants et premiers arrivés sont réélus tacitement, les autres candidats n'ayant pas redéposé de liste.
- À Zoug
  - Conseil national : UDC et PDC gardent chacun leur unique siège. L'Alternative verte zougoise perd son unique mandat qui revient au PLR.
  - Conseil des États : PDC et PLR gardent chacun leur siège.
- À Zurich
  - Conseil national : l'UDC reste la principale force avec 11 mandats tout en perdant un siège. PSS (7) et PLR (4) restent stables. Les Vert'libéraux gagnent un 4e mandat alors que les Verts en perdent un pour s'établir à 3 sièges. Le PDC perd un siège (2) et le PBD en gagne 2 (+2). Le PEV conserve son unique siège. Christoph Blocher est élu et siégera à nouveau, après avoir siégé de 1979 à 2003 au conseil national pour ensuite être élu au Conseil fédéral et en être éjecté en 2007 au profit de Eveline Widmer-Schlumpf
  - Conseil des États : aucun candidat n'obtient la majorité absolue, mais les deux sortants PLR et Vert'libéraux arrivent en tête. Il est à noter que Christoph Blocher est largement distancié tout en arrivant troisième à la course aux États. Lors du 2e tour organisé le 27 novembre, Christoph Blocher est largement distancié à nouveau et les deux sortants PLR et PVL sont réélus[78].